# Antoni Sempołowski

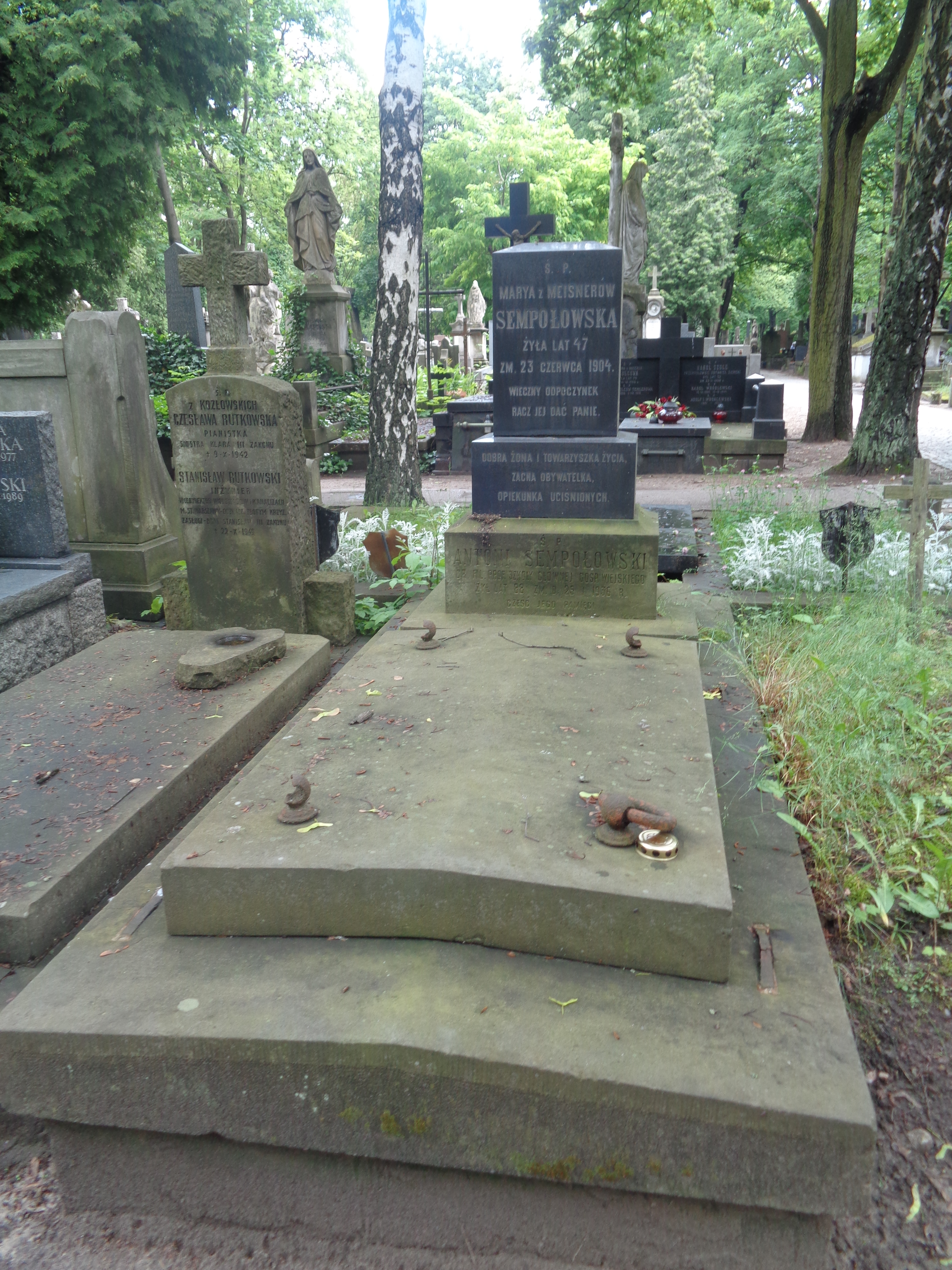
Grób Antoniego Sempołowskiego na cmentarzu Powązkowskim

Antoni Sempołowski (ur. 17 maja 1847 w Siekierkach k. Poznania, zm. 25 lub 28 stycznia 1936 w Milanówku) – polski agronom, pionier nasiennictwa i hodowli roślin w Polsce.

## Życiorys
Profesor Szkoły Rolniczej w Żabikowie. Sempołowski zorganizował i następnie kierował Stacją Oceny Nasion w Warszawie (pierwsza tego typu instytucja w Królestwie Polskim i jedna z pierwszych w Europie) i rolniczą stacją doświadczalną w Sobieszynie. Jest autorem pracy Hodowla i uszlachetnianie roślin gospodarskich.
31 grudnia 1923 został odznaczony Krzyżem Komandorskim Orderu Odrodzenia Polski.
Postanowieniem prezydenta RP z 8 lutego 1926 został mianowany profesorem honorowym Szkoły Głównej Gospodarstwa Wiejskiego w Warszawie.
Pochowany został na cmentarzu Powązkowskim w Warszawie (kwatera 47-2-29).